# Chigara
Chigara là một đô thị thuộc tỉnh Mila, Algérie. Dân số thời điểm năm 2002 là 13.609 người.